# Miami Orange Bowl
De Miami Orange Bowl is een voormalig Americanfootballstadion in Miami. Het stadion opende zijn deuren in 1937 onder de naam Burdine Stadium. In 1959 wijzigde de naam in Miami Orange Bowl, naar de Orange Bowl, de jaarlijkse college-footballwedstrijd die tussen 1938 en 1995 en daarna nog één keer in 1999 in het stadion gespeeld werd. Het stadion was van 1937 tot 2007 de thuisbasis van de Miami Hurricanes, het Americanfootballteam van de Universiteit van Miami. Het American Football Conference-team Miami Dolphins speelde tussen 1966 en 1986 in het stadion en verhuisde daarna naar het Sun Life Stadium. In 2008 werd het stadion gesloten en afgebroken. Op de site werd Marlins Ballpark gebouwd dat vanaf 2012 de thuisbasis werd van de honkbalclub Miami Marlins.

## CONCACAF Gold Cup
Dit stadion is verschillende keren uitgekozen als gaststadion tijdens een toernooi om de Gold Cup, het voetbaltoernooi voor landenteams van de CONCACAF. Tijdens de CONCACAF Gold Cup van 1998, 2000, 2002, 2003, 2005 en 2007 was dit stadion een van de stadions waar voetbalwedstrijden werden gespeeld.
| 1  | 3 februari 1998  | Brazilië – Jamaica              | 0 – 0 | Groepsfase   | 43.754 |  |  |
| 2  | 5 februari 1998  | Brazilië – Guatemala            | 1 – 1 | Groepsfase   | 17.842 |  |  |
|    |                  |                                 |       |              |        |  |  |
| 3  | 12 februari 2000 | Colombia – Jamaica              | 1 – 0 | Groepsfase   | 49.451 |  |  |
| 4  | 12 februari 2000 | Verenigde Staten – Haïti        | 3 – 0 | Groepsfase   | 49.451 |  |  |
| 5  | 14 februari 2000 | Jamaica – Honduras              | 0 – 2 | Groepsfase   | 23.795 |  |  |
| 6  | 14 februari 2000 | Haïti – Peru                    | 1 – 1 | Groepsfase   | 23.795 |  |  |
| 7  | 16 februari 2000 | Colombia – Honduras             | 0 – 2 | Groepsfase   | 36.004 |  |  |
| 8  | 16 februari 2000 | Peru – Verenigde Staten         | 0 – 1 | Groepsfase   | 36.004 |  |  |
| 9  | 19 februari 2000 | Verenigde Staten – Colombia     | 2 – 2 | Kwartfinale  | 32.972 |  |  |
| 10 | 19 februari 2000 | Honduras – Peru                 | 3 – 5 | Kwartfinale  | 32.972 |  |  |
|    |                  |                                 |       |              |        |  |  |
| 11 | 17 januari 2002  | Martinique – Costa Rica         | 0 – 2 | Groepsfase   | 14.508 |  |  |
| 12 | 17 januari 2002  | Haïti – Canada                  | 0 – 2 | Groepsfase   | 14.508 |  |  |
| 13 | 19 januari 2002  | Costa Rica – Trinidad en Tobago | 1 – 1 | Groepsfase   | 12.253 |  |  |
| 14 | 19 januari 2002  | Ecuador – Haïti                 | 0 – 2 | Groepsfase   | 12.253 |  |  |
| 15 | 21 januari 2002  | Trinidad en Tobago – Martinique | 0 – 1 | Groepsfase   | 3.827  |  |  |
| 16 | 21 januari 2002  | Canada – Ecuador                | 0 – 2 | Groepsfase   | 3.827  |  |  |
| 17 | 26 januari 2002  | Costa Rica – Haïti              | 2 – 1 | Kwartfinale  | 14.823 |  |  |
| 18 | 26 januari 2002  | Canada – Martinique             | 1 – 1 | Kwartfinale  | 14.823 |  |  |
|    |                  |                                 |       |              |        |  |  |
| 19 | 12 juli 2003     | Jamaica – Colombia              | 0 – 1 | Groepsfase   | 15.423 |  |  |
| 20 | 14 juli 2003     | Guatemala – Jamaica             | 0 – 2 | Groepsfase   | 10.323 |  |  |
| 21 | 16 juli 2003     | Colombia – Guatemala            | 1 – 1 | Groepsfase   | 11.233 |  |  |
| 22 | 19 juli 2003     | Colombia – Brazilië             | 0 – 2 | Kwartfinale  | 23.425 |  |  |
| 23 | 23 juli 2003     | Verenigde Staten – Brazilië     | 1 – 2 | Halve finale | 35.211 |  |  |
| 24 | 26 juli 2003     | Verenigde Staten – Costa Rica   | 3 – 2 | Troostfinale | 5.093  |  |  |
|    |                  |                                 |       |              |        |  |  |
| 25 | 5 juli 2005      | Colombia – Panama               | 0 – 1 | Groepsfase   | 10.311 |  |  |
| 26 | 5 juli 2005      | Trinidad en Tobago – Honduras   | 1 – 1 | Groepsfase   | 10.311 |  |  |
| 27 | 9 juli 2005      | Panama – Trinidad en Tobago     | 2 – 2 | Groepsfase   | 17.292 |  |  |
| 28 | 9 juli 2005      | Honduras – Colombia             | 2 – 1 | Groepsfase   | 17.292 |  |  |
| 29 | 11 juli 2005     | Colombia – Trinidad en Tobago   | 2 – 0 | Groepsfase   | 8.457  |  |  |
| 30 | 11 juli 2005     | Honduras – Panama               | 1 – 0 | Groepsfase   | 8.457  |  |  |
|    |                  |                                 |       |              |        |  |  |
| 31 | 6 juni 2007      | Costa Rica – Canada             | 1 – 2 | Groepsfase   | 17.420 |  |  |
| 32 | 6 juni 2007      | Guadeloupe – Haïti              | 1 – 1 | Groepsfase   | 17.420 |  |  |
| 33 | 9 juni 2007      | Canada – Guadeloupe             | 1 – 2 | Groepsfase   | 22.529 |  |  |
| 34 | 9 juni 2007      | Haïti – Costa Rica              | 1 – 1 | Groepsfase   | 22.529 |  |  |
| 35 | 11 juni 2007     | Costa Rica – Guadeloupe         | 1 – 0 | Groepsfase   | 15.892 |  |  |
| 36 | 11 juni 2007     | Haïti – Canada                  | 0 – 2 | Groepsfase   | 15.892 |  |  |

## Super Bowl
Vijf keer werd de Super Bowl, de grote finale van de National Football League, gespeeld in de Orange Bowl.
| Editie          | Datum           | Winnend team        | Score | Verliezend team | Toeschouwers |
| --------------- | --------------- | ------------------- | ----- | --------------- | ------------ |
| Super Bowl II   | 14 januari 1968 | Green Bay Packers   | 33–14 | Oakland Raiders | 75.546       |
| Super Bowl III  | 12 januari 1969 | New York Jets       | 16–7  | Baltimore Colts | 75.389       |
| Super Bowl V    | 17 januari 1971 | Baltimore Colts     | 16–13 | Dallas Cowboys  | 79.204       |
| Super Bowl X    | 18 januari 1976 | Pittsburgh Steelers | 21–17 | Dallas Cowboys  | 80.187       |
| Super Bowl XIII | 21 januari 1979 | Pittsburgh Steelers | 35–31 | Dallas Cowboys  | 79.484       |